# 万达丘

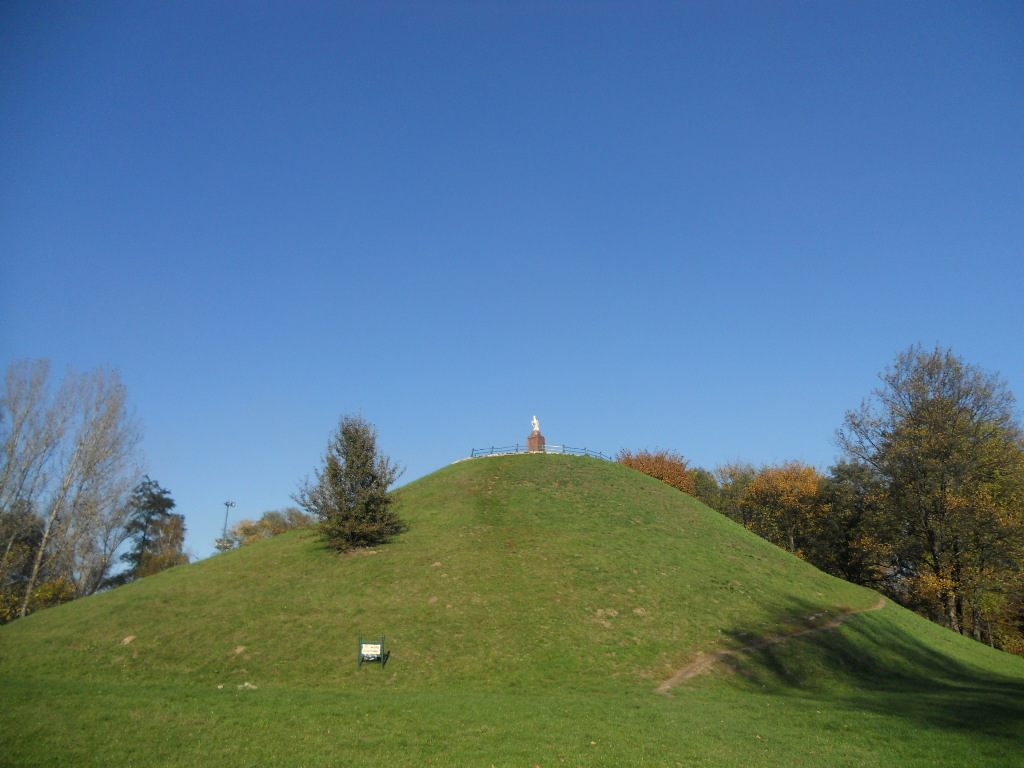
万达丘

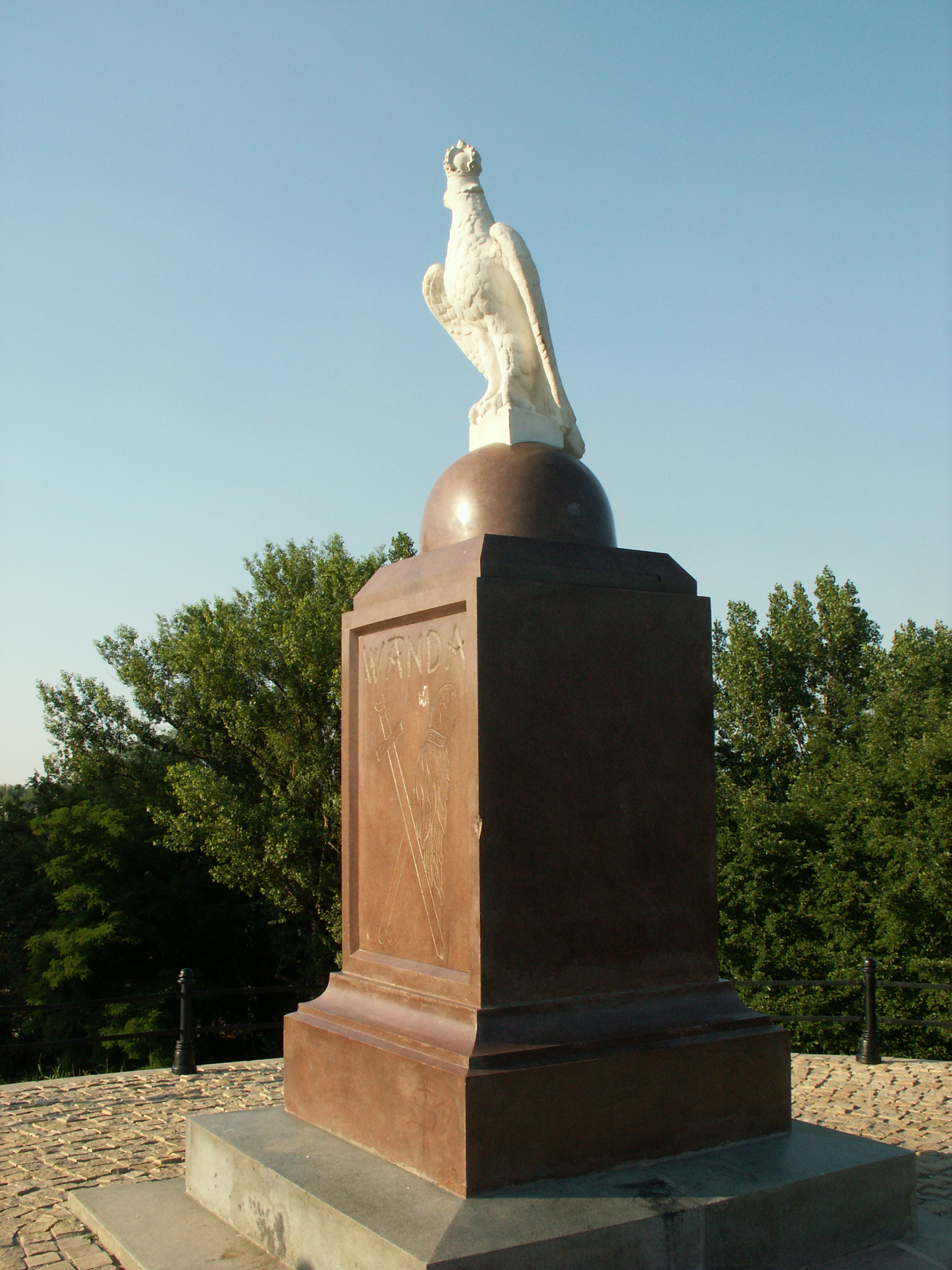

50°04′13″N 20°04′05″E / 50.07028°N 20.06806°E
万达丘 (波蘭語：Kopiec Wandy) 是波兰克拉科夫诺瓦胡塔区莫吉拉的一座坟冢，被认为是传说人物万达公主的安葬地点。其中一个故事版本说，她为了避免嫁给一个日耳曼人，跳进维斯瓦河自杀。万达丘就位于发现她尸体的河岸附近。1913年和1960年中期在现场进行的考古学研究，并没有提供任何确凿的证据，证明万达丘的年代或用途。
土丘直径为50米，高14米，海拔高度238米。 与克拉科夫的其他三个土丘不同，这一个并不位于自然山丘上。
关于万达丘的第一份书面记录来自13世纪。1225年，在距离万达丘2公里处，克拉科夫主教修建了一座修道院，名为莫吉拉熙笃会修道院，至今仍在使用。1860年，它成为奥匈帝国防御工事的一部分，直到1968-1970年才被拆除。1890年，山顶竖立起由扬·马泰伊科设计的鹰雕塑，底座上装饰着剑和纺纱杆的浮雕，铭文为“万达”。